# Michael Atiyah
Michael Francis Atiyah, OM, FRS (Hampstead, 22 de abril de 1929-11 de enero de 2019), fue un matemático británico de ascendencia libanesa.

## Biografía
Atiyah fue uno de los creadores, junto a Friedrich Hirzebruch, de la Teoría K topológica, una parte de la topología algebraica. Colaboró con muchos otros matemáticos, entre otros Raoul Bott e Isadore Singer. Con este último formuló el Teorema de los índices de Atiyah-Singer. Esto lo llevó a estudiar la teoría de las representaciones y las ecuaciones del calor sobre las variedades. Sucesivamente se interesó por la teoría de campo de gauge.
Atiyah recibió la Medalla Fields en 1966, la Medalla Copley en 1988 y el Premio Abel en 2004. Fue condecorado con la Orden del Mérito del Reino Unido. En el año 1981, la Accademia dei Lincei le otorgó el Premio Feltrinelli. Gran Medalla de la Academia de Ciencias de Francia en 2010.
En septiembre de 2018, Atiyah presentó una prueba por contradicción de la Hipótesis de Riemann en el Heidelberg Laureate Forum 2018 (Alemania), la cual es aún debatida.